# Bartholomäberg
Bartholomäberg település Ausztria legnyugatibb tartományának, Vorarlbergnek a Bludenzi járásában található. Területe 27,28 km², lakosainak száma 2 327 fő, népsűrűsége pedig 83 fő/km² (2016. január 1-jén). A település 1087 méteres tengerszint feletti magasságban helyezkedik el.
A település részei:
- Bartholomäberg (2.271 fő, 2015. január 1-jén)
- Gantschier (7 fő)
- Innerberg (0 fő)

## Fordítás
- Ez a szócikk részben vagy egészben  a   Bartholomäberg című angol Wikipédia-szócikk ezen változatának fordításán alapul.  Az eredeti cikk szerkesztőit annak laptörténete sorolja fel. Ez a jelzés csupán a megfogalmazás eredetét és a szerzői jogokat jelzi, nem szolgál a cikkben szereplő információk forrásmegjelöléseként.